# Brittany Isenhour
Brittany Isenhour (Littleton, Colorado, Estados Unidos; 22 de septiembre de 1997) es una futbolista estadounidense. Juega de guardameta en Angel City FC de la NWSL.

## Inicios

### Real Colorado Foxes
Comenzó su carrera a los doce años de edad, jugando para Real Colorado Foxes, equipo de su estado. Logró llegar a las finales en los años 2013 y 2014. También jugó para el Programa de desarrollo Olímpico de Colorado.

### Denver Pioneers
Jugó para el equipo de la Universidad de Denver, entre 2016 y 2019, con un total de 25 vallas invictas en 80 partidos jugados (La cuarta mayor en la historia). Con Denver Pioneers ganó las ligas "Summit League" de 2017 y 2018. Fue elegida "Portera del Año de la Summit League" en 2016.

## Trayectoria

### Colorado Rapids
En 2019 firma con el equipo femenino de Colorado Rapids, de la Women's Premier Soccer League, disputó un total de 8 partidos.

### Orlando Pride
Firmó un contrato a corto plazo con Orlando Pride antes de la Copa Desafío NWSL 2020, en julio, antes de que el equipo se viera obligado a retirarse debido a la pandemia de Covid-19. En septiembre, firmó hasta la temporada 2021 e hizo su debut el 9 de octubre, jugando los 90 minutos completos en una derrota por 2-1 ante Houston Dash.

### Angel City FC
El 17 de diciembre de 2021, ficha por la nueva franquicia de expansión Angel City FC mediante un canje en el "Draft de la NWSL" en un acuerdo con Orlando Pride.

## Estadísticas

### Clubes
| Club                | País           | Año             |
| ------------------- | -------------- | --------------- |
| Real Colorado Foxes | Estados Unidos | 2010 - 2016     |
| Denver Pioneers     | Estados Unidos | 2016 - 2019     |
| Colorado Rapids     | Estados Unidos | 2019 - 2020     |
| Orlando Pride       | Estados Unidos | 2020 - 2021     |
| Angel City FC       | Estados Unidos | 2021 - presente |

## Selección nacional
Formó parte de la Selección femenina de fútbol sub-20 de los Estados Unidos y la sub-19.

## Vida personal
Juega al fútbol desde una edad muy temprana aunque nunca pensó en ello como una profesión. Su madre se llama Dawn Wilson y tiene una hermana llamada Alyssa. Es cristiana. Estudió Bienes Raíces, Desarrollo y Finanzas en la Universidad de Denver. Contrajo matrimonio en diciembre de 2021 con su pareja de varios años, el levantador de pesas, Trystan Isenhour.